# Knoxville Challenger 2009
Il Knoxville Challenger 2009 è stato un torneo professionistico di tennis maschile giocato sul cemento indoor, che faceva parte dell'ATP Challenger Tour 2009. Si è giocato a Knoxville negli USA dal 9 al 15 novembre 2009.

## Partecipanti

### Teste di serie
| Nazionalità | Giocatore        | Ranking* | Testa di serie |
| ----------- | ---------------- | -------- | -------------- |
| Stati Uniti | Wayne Odesnik    | 83       | 1              |
| Stati Uniti | Michael Russell  | 86       | 2              |
| Stati Uniti | Taylor Dent      | 104      | 3              |
| Stati Uniti | Kevin Kim        | 105      | 4              |
| Stati Uniti | Jesse Levine     | 109      | 5              |
| India       | Somdev Devvarman | 116      | 6              |
| Sudafrica   | Kevin Anderson   | 120      | 7              |
| Stati Uniti | Ryan Sweeting    | 147      | 8              |

- Ranking al 2 novembre 2009.

### Altri partecipanti
Giocatori che hanno ricevuto una wild card:
- Ryan Harrison
- Kaden Hensel
- Dénes Lukács
- Rhyne Williams

Giocatori passati dalle qualificazioni:
- Jamie Baker
- Ričardas Berankis
- Richard Bloomfield
- Raven Klaasen
- Michael McClune (LL)

## Campioni

### Singolare
Taylor Dent ha battuto in finale  Ilija Bozoljac con il punteggio di 6–3, 7–6(6).

### Doppio
Martin Emmrich /  Andreas Siljeström hanno battuto in finale  Raven Klaasen /  Izak van der Merwe con il punteggio di 7–5, 6–4.